# هانز راديماخر
هانز أدولف راديماخر (بالألمانية: Hans Rademacher)‏ (3 أبريل 1892، 7 فبراير 1969) تُلفظ بالألمانية: [ˈʁaːdəmaxɐ]، عالم رياضيات أمريكي ألماني المولد، معروف بمساهماته في مجال التحليل الرياضي ونظرية الأعداد.

## السيرة الذاتية

### التعليم والحياة المبكرة
ولد راديماخر في 3 أبريل 1892، واندزبيك، التي تسمى الآن هامبورج- فاندسبيك، التحق بجامعة جورج أوغست يونيفرسيتات غوتنغن وحصل منها على درجة الدكتوراه في عام 1916 بعد مناقشه أطروحته من قبل قسطنطين كاراثودوري. بسبب دعمه العام لجمهورية فايمار تم فصله من منصبه في جامعة فروتسواف من قبل النازيين في عام 1933 ليهاجر إلى أوروبا في عام 1934.

### الحياة العملية
بعد مغادرته ألمانيا، انتقل إلى فيلادلفيا، الولايات المتحدة والتحق بجامعة بنسلفانيا والتي استمر بها حتى تقاعد في عام 1962. شغل في تلك الفترة منصب أستاذ الرياضيات في الفترة ما بين عام 1956 إلى عام 1962.
من طلابه جورج أندروز، بول تي باتمان، تيودور إسترمان وإميل غروسفالد.

## الوفاة
توفي راديماخر في هافرفورد، بنسلفانيا، الولايات المتحدة الأمريكية عن عمر يناهز 76 عاما.

## الابحاث
ساهم راديماخر بالعديد من الابحاث في العديد من الفروع الرياضية مثل نظرية الأعداد التحليلية، علم الوراثة الرياضي، نظرية الدوال ذات المتغير الحقيقي ونظرية الكم، لكن يعد أبرزها هو تطويره لنظرية مبالغ ديدكيند. كما نجح في عام 1937، في اكتشاف صيغة سلسلة متقاربة للدالة الجزئية (P(n، عدد الأجزاء الصحيحة لرقم ما وتحسين سلسلة راماجان.

## الجوائز والتكريمات
حصل راديماخر على درجة الدكتوراه الفخرية في العلوم بعد تقاعده من جامعة بنسلفانيا، كما وفرت له الجامعة التمويل الأولي اللازم لإنشاء مدارس راديماخر.

## الأعمال
- مع أوتو توبليتز: فون زاهلين أوند فيغورين، عام 1930. الطبعة الثانية عام 1933. (ردمك 3-540-63303-0).
- التمتع بالرياضيات، ترجمها هربرت زوكرمان إلى الإنجليزية، مطبعة جامعة برينستون، عام 1957.
- تعميم الصيغة التقريبية لمجموعة ددكيند، مجلة دوق ماث، المجلد. 21، 1954، صفحة: 391–397.
- محاضرات حول نظرية الأعداد التحليلية، عام 1955.[6]
- محاضرات حول نظرية الأعداد الأولية، نيويورك عام 1964، كريجر عام 1977.
- الرياضيات العليا من وجهة نظر أولية. بيرخاوسر 1983.

## وصلات خارجية
- أوكونور جون جيه وروبرتسون ادموند: هانز راديماخر، محفوظات قسم الرياضيات، جامعة سانت أندروز.
- هانز راديماخر، مشروع إحصاء علماء الرياضيات.